# 158 (число)
158 (сто пятьдесят восемь) — натуральное число между 157 и 159.
- 158 день в году — 7 июня (в високосный год — 6 июня)

## В математике
- 158 — является чётным трёхзначным числом.
- Сумма цифр числа 158 — 14
- Произведение цифр этого числа — 40
- Квадрат числа 158 — 24964

## В других областях
- 158 год.
- 158 год до н. э.
- NGC 158 — двойная звезда в созвездии Кит.[1]
- (158) Коронида — астероид.[2]
- 158 место в мире по плотности населения занимают Соломоновы Острова.
- Ан-158 — украинский пассажирский самолёт.[3]
- U-158 — немецкая подводная лодка.[4]
- AGM-158 JASSM — американская ракета.[5]
- ЗИЛ-158 (ЛиАЗ-158) — городской автобус производства Завода имени Лихачёва и Ликинского автобусного завода.[6]
- British Rail Class 158 — серия дизель-поездов.[7]
- 158-я стрелковая дивизия.[8]
- 158-й истребительный авиационный полк ПВО - воинское подразделение вооружённых СССР в Великой Отечественной войне.[9]
- Кутаисский 158-й пехотный полк.[10]
- 158-й меридиан восточной долготы.[11]
- 158-й меридиан западной долготы.
- Статья 158 УК РФ — Кража.[12]